# Clips (software)
Clips é um software de edição de vídeo para dispositivos móveis criado pela Apple. Foi lançado na App Store em 6 de abril de 2017, gratuitamente. Está disponível apenas para dispositivos com o sistema operacional iOS de 64 bits a partir da versão 10.3. A Apple classifica o software como um aplicativo para "fazer e compartilhar vídeos divertidos com textos, efeitos, gráficos e mais."

## Recursos
Quando o aplicativo é iniciado, o usuário depara-se com a visualização da câmera frontal. O aplicativo permite que o usuário crie um novo videoclipe clicando no botão vermelho de gravação, ou utilize fotografias e vídeos armazenados na biblioteca dos dispositivo. Dessa forma, após um videoclipe ser gravado, pode ser adicionado à linha do tempo de um projeto, que é exibido na porção inferior da tela . O usuário pode compartilhar o seu projeto nas plataformas de mídias sociais. Também pode adicionar filtros e efeitos ao projeto. "Live Titles" (ou títulos dinâmicos, disponíveis em diversos estilos) também podem ser criados por reconhecimento de voz.